# Christopher Fogt
Christopher Fogt, född den 29 maj 1983, är en amerikansk bobåkare.
Han tog OS-brons i herrarnas fyrmanna i samband med de olympiska bobtävlingarna 2014 i Sotji.